# Asianux
Asianux là một bản phân phốiLinux. Đây là một phát triển chung giữa các nhà cung cấp Linux Red Flag Software của Trung Quốc, Miracle Linux của Nhật Bản (50.5% thuộc sở hữu của Oracle Corporation), Haansoft của Hàn Quốc, VietSoftware của Vietnam (từ tháng 9/2007), WTEC từ Thailand (từ tháng 12 năm 2008) và Enterprise Technology (Pvt) Limited của Sri Lanka (từ July 2010).  Nó là một bản phân phối được tạo ra bởi Red Flag Software và Miracle.  Asianux được thiết kế như một thành phần cốt lõi, cơ sở cho một bản phân phối Linux, sẽ được phát hành bởi các công ty liên quan như một bản phân phối của riêng họ với các tính năng riêng biệt. Các ngôn ngữ địa phương bao gồm Tiếng Hán, tiếng Nhật, tiếng Hàn và tiếng Anh.  So sánh đã được rút ra giữa Asianux và United Linux, một nỗ lực của SUSE, Turbolinux, Conectiva và SCO Group để đưa vào Red Hat Enterprise Linux.

## Lịch sử phiên bản
| Phiên bản           | Ngày phát hành | Ghi chú                       |
| ------------------- | -------------- | ----------------------------- |
| Asianux 1.0         | 21/06/2004     | Phát hành chính thức đầu tiên |
| Asianux 2.0         | 31/8/2005      |                               |
| Asianux Server 3    | 19/12/2007     |                               |
| Asianux Desktop 3   |                |                               |
| Asianux Desktop 3.5 | 17/7/2009      |                               |
| Asianux Server 4    | 03/02/2011     | Ngừng hỗ trợ phên bản 32bit   |
| Asianux Server 7    | 07/24/2015     |                               |

## Liên kết bên ngoài
- Asianux website
- Bản mẫu:DistroWatch